# Saison 1934-1935 de la LNH
Saison précédente Saison suivante
La  saison 1934-1935 est la dix-huitième saison de la Ligue nationale de hockey. Les neuf équipes engagées ont joué chacune 48 matchs ; les six meilleures se sont qualifiées pour les séries éliminatoires où les Maroons de Montréal ont battu les Maple Leafs de Toronto et remporté la Coupe Stanley.

## Saison régulière
Les difficultés financières des Sénateurs d'Ottawa ne s'arrangeant pas, la franchise déménage alors pour Saint-Louis dans le Missouri et devient les Eagles de Saint-Louis. Mais cela ne résout en rien les problèmes et ils sont obligés de vendre des joueurs aux Red Wings de Détroit : Ralph Bowman et Syd Howe sont vendus pour 50 000$.

### Classements finaux
Les trois premières équipes de chaque division sont qualifiées pour les séries éliminatoires. Les premiers de chaque division sont directement qualifiés pour les demi-finales alors que les quatre autres équipes jouent un quart de finale. 
| Clt   | Équipe                 | PJ | V  | D  | N | BP  | BC  | Pts |
| ----- | ---------------------- | -- | -- | -- | - | --- | --- | --- |
| +001, | Maple Leafs de Toronto | 48 | 30 | 14 | 4 | 157 | 111 | 64  |
| +002, | Maroons de Montréal    | 48 | 24 | 19 | 5 | 123 | 92  | 53  |
| +003, | Canadiens de Montréal  | 48 | 19 | 23 | 6 | 110 | 145 | 44  |
| +004, | Americans de New York  | 48 | 12 | 27 | 9 | 100 | 142 | 33  |
| +005, | Eagles de Saint-Louis  | 48 | 11 | 31 | 6 | 86  | 144 | 28  |

| Clt   | Équipe                 | PJ | V  | D  | N | BP  | BC  | Pts |
| ----- | ---------------------- | -- | -- | -- | - | --- | --- | --- |
| +001, | Bruins de Boston       | 48 | 26 | 16 | 6 | 129 | 112 | 58  |
| +002, | Black Hawks de Chicago | 48 | 26 | 17 | 5 | 118 | 88  | 57  |
| +003, | Rangers de New York    | 48 | 22 | 20 | 6 | 137 | 139 | 50  |
| +004, | Red Wings de Détroit   | 48 | 19 | 22 | 7 | 127 | 114 | 45  |

- Vainqueur du trophée Prince de Galles
- Qualifié pour les demi-finales des séries éliminatoires
- Qualifié pour les quarts de finale des séries éliminatoires

### Meilleurs pointeurs
| Joueur            | Équipe                | PJ | B  | A  | Pts |
| ----------------- | --------------------- | -- | -- | -- | --- |
| Conacher, Charlie | Toronto               | 47 | 36 | 21 | 57  |
| Howe, Syd         | Saint-Louis / Détroit | 50 | 22 | 25 | 47  |
| Aurie, Larry      | Détroit               | 48 | 17 | 29 | 46  |
| Boucher, Frank    | Rangers de New York   | 48 | 13 | 32 | 45  |
| Jackson, Busher   | Toronto               | 42 | 22 | 22 | 44  |

## Séries éliminatoires

### Tableau récapitulatif
|  | Quarts de finale       | Quarts de finale       | Quarts de finale    | Quarts de finale    |                     |                     | Demi-finales          | Demi-finales          | Demi-finales          | Demi-finales          |  |  | Finale          | Finale          | Finale          | Finale          |
|  |                        |                        |                     |                     |                     |                     |                       |                       |                       |                       |  |  |                 |                 |                 |                 |
|  |                        |                        |                     |                     |                     |                     | 23, 26, 28 et 30 mars | 23, 26, 28 et 30 mars | 23, 26, 28 et 30 mars | 23, 26, 28 et 30 mars |  |  | 4, 6 et 9 avril | 4, 6 et 9 avril | 4, 6 et 9 avril | 4, 6 et 9 avril |
|  |                        |                        |                     |                     |                     |                     | 23, 26, 28 et 30 mars | 23, 26, 28 et 30 mars | 23, 26, 28 et 30 mars | 23, 26, 28 et 30 mars |  |  | 4, 6 et 9 avril | 4, 6 et 9 avril | 4, 6 et 9 avril | 4, 6 et 9 avril |
|  |                        |                        |                     |                     |                     |                     | 23, 26, 28 et 30 mars | 23, 26, 28 et 30 mars | 23, 26, 28 et 30 mars | 23, 26, 28 et 30 mars |  |  | 4, 6 et 9 avril | 4, 6 et 9 avril | 4, 6 et 9 avril | 4, 6 et 9 avril |
|  |                        |                        |                     |                     |                     |                     | 23, 26, 28 et 30 mars | 23, 26, 28 et 30 mars | 23, 26, 28 et 30 mars | 23, 26, 28 et 30 mars |  |  | 4, 6 et 9 avril | 4, 6 et 9 avril | 4, 6 et 9 avril | 4, 6 et 9 avril |
|  |                        |                        |                     |                     |                     |                     | 23, 26, 28 et 30 mars | 23, 26, 28 et 30 mars | 23, 26, 28 et 30 mars | 23, 26, 28 et 30 mars |  |  | 4, 6 et 9 avril | 4, 6 et 9 avril | 4, 6 et 9 avril | 4, 6 et 9 avril |
|  | Maple Leafs de Toronto | Maple Leafs de Toronto | 3                   | 3                   |                     |                     |                       |                       |                       |                       |  |  | 4, 6 et 9 avril | 4, 6 et 9 avril | 4, 6 et 9 avril | 4, 6 et 9 avril |
|  | Maple Leafs de Toronto | Maple Leafs de Toronto | 3                   | 3                   |                     |                     |                       |                       |                       |                       |  |  | 4, 6 et 9 avril | 4, 6 et 9 avril | 4, 6 et 9 avril | 4, 6 et 9 avril |
|  |                        |                        | Bruins de Boston    | Bruins de Boston    | 1                   | 1                   |                       |                       |                       |                       |  |  | 4, 6 et 9 avril | 4, 6 et 9 avril | 4, 6 et 9 avril | 4, 6 et 9 avril |
|  |                        |                        |                     |                     | 1                   | 1                   |                       |                       |                       |                       |  |  | 4, 6 et 9 avril | 4, 6 et 9 avril | 4, 6 et 9 avril | 4, 6 et 9 avril |
|  |                        | 28 et 30 mars          |                     |                     |                     |                     |                       |                       |                       |                       |  |  | 4, 6 et 9 avril | 4, 6 et 9 avril | 4, 6 et 9 avril | 4, 6 et 9 avril |
|  |                        |                        |                     |                     |                     |                     |                       |                       |                       |                       |  |  | 4, 6 et 9 avril | 4, 6 et 9 avril | 4, 6 et 9 avril | 4, 6 et 9 avril |
|  | Maple Leafs de Toronto | Maple Leafs de Toronto | 0                   | 0                   |                     |                     |                       |                       |                       |                       |  |  |                 |                 |                 |                 |
|  | Maple Leafs de Toronto | Maple Leafs de Toronto | 0                   | 0                   | 23 et 26 mars       |                     |                       |                       |                       |                       |  |  |                 |                 |                 |                 |
|  |                        |                        | Maroons de Montréal | Maroons de Montréal | 3                   | 3                   |                       |                       |                       |                       |  |  |                 |                 |                 |                 |
|  | Black Hawks de Chicago | Black Hawks de Chicago | Maroons de Montréal | Maroons de Montréal | 3                   | 3                   | 0                     | 0                     |                       |                       |  |  |                 |                 |                 |                 |
|  | Black Hawks de Chicago | Black Hawks de Chicago |                     |                     |                     |                     |                       |                       |                       |                       |  |  |                 |                 |                 |                 |
|  | Maroons de Montréal    | Maroons de Montréal    | 1                   | 1                   |                     |                     |                       |                       |                       |                       |  |  |                 |                 |                 |                 |
|  | Maroons de Montréal    | Maroons de Montréal    | 1                   | 1                   | Rangers de New York | Rangers de New York | 4                     | 4                     |                       |                       |  |  |                 |                 |                 |                 |
|  | 24 et 26 mars          |                        |                     |                     | Rangers de New York | Rangers de New York | 4                     | 4                     |                       |                       |  |  |                 |                 |                 |                 |
|  |                        |                        | Maroons de Montréal | Maroons de Montréal | 5                   | 5                   |                       |                       |                       |                       |  |  |                 |                 |                 |                 |
|  | Canadiens de Montréal  | Canadiens de Montréal  | Maroons de Montréal | Maroons de Montréal | 5                   | 5                   | 5                     | 5                     |                       |                       |  |  |                 |                 |                 |                 |
|  | Canadiens de Montréal  | Canadiens de Montréal  |                     |                     |                     |                     |                       | 5                     |                       |                       |  |  |                 |                 |                 |                 |
|  | Rangers de New York    | Rangers de New York    | 6                   | 6                   |                     |                     |                       |                       |                       |                       |  |  |                 |                 |                 |                 |
|  | Rangers de New York    | Rangers de New York    | 6                   | 6                   |                     |                     |                       |                       |                       |                       |  |  |                 |                 |                 |                 |
|  |                        |                        |                     |                     |                     |                     |                       |                       |                       |                       |  |  |                 |                 |                 |                 |

### Finale de la Coupe Stanley
Les Maroons gagnent la Coupe Stanley en s'imposant 3 matchs à 0.
| 4 avril | Toronto | 2-3 (pr) (0-0, 2-2, 0-0, 0-1) | Montréal | Maple Leaf Gardens 13 511 spectateurs |

| Feuille de match | Feuille de match                                   | Feuille de match    | Feuille de match                                                                          | Feuille de match                    |
| ---------------- | -------------------------------------------------- | ------------------- | ----------------------------------------------------------------------------------------- | ----------------------------------- |
|                  | Finnegan — 34 min 29 s Clancy (Metz) — 37 min 12 s | 0-1 1-1 2-1 2-2 2-3 | Robinson (Blinco) — 23 min 57 s Wentworth — 38 min 24 s Trottier (Robinson) — 65 min 28 s | Arbitrage : Bill Stewart Billy Bell |
| Hainsworth       | Gardiens                                           | Connell             |                                                                                           | Arbitrage : Bill Stewart Billy Bell |
| 2 min            | Pénalités                                          | 4 min               |                                                                                           | Arbitrage : Bill Stewart Billy Bell |
| 21               | Tirs                                               | 39                  |                                                                                           | Arbitrage : Bill Stewart Billy Bell |

| 6 avril | Toronto | 1-3 (0-1, 1-1, 0-1) | Montréal | Maple Leaf Gardens 14 147 spectateurs |

| Feuille de match, | Feuille de match,     | Feuille de match, | Feuille de match,                                                                         | Feuille de match,                  |
| ----------------- | --------------------- | ----------------- | ----------------------------------------------------------------------------------------- | ---------------------------------- |
|                   | Jackson — 27 min 32 s | 0-1 1-1 1-2 1-3   | Robinson — 15 min 43 s Blinco (Shields) — 36 min 48 s Northcott (Wentworth) — 43 min 25 s | Arbitrage : Ag Smith Odie Cleghorn |
| Hainsworth        | Gardiens              | Connell           |                                                                                           | Arbitrage : Ag Smith Odie Cleghorn |
|                   |                       |                   |                                                                                           | Arbitrage : Ag Smith Odie Cleghorn |
|                   |                       |                   |                                                                                           | Arbitrage : Ag Smith Odie Cleghorn |

| 9 avril | Montréal | 4-1 (1-0, 2-1, 1-0) | Toronto | Forum de Montréal 13 000 spectateurs |

| Feuille de match, | Feuille de match, | Feuille de match,   | Feuille de match,              | Feuille de match,                  |
| ----------------- | --- | ------------------- | ------------------------------ | ---------------------------------- |
|                   | Ward (Northcott) — 19 min 35 s Northcott (Ward) — 36 min 18 s Wentworth — 36 min 30 s Marker (Wentworth) — 41 min 2 s | 1-0 1-1 2-1 3-1 4-1 | Thoms (Finnegan) — 32 min 59 s | Arbitrage : Bill Stewart Bill Bell |
| Connell           | Gardiens | Hainsworth          |                                | Arbitrage : Bill Stewart Bill Bell |
|                   | |                     |                                | Arbitrage : Bill Stewart Bill Bell |
| 29                | Tirs | 19                  |                                | Arbitrage : Bill Stewart Bill Bell |

## Honneurs remis aux joueurs et aux équipes

### Trophées
| Trophée           | Joueur           | Équipe                 |
| ----------------- | ---------------- | ---------------------- |
| Trophée Calder    | Sweeney Schriner | Americans de New York  |
| Trophée Hart      | Eddie Shore      | Bruins de Boston       |
| Trophée Lady Byng | Frank Boucher    | Rangers de New York    |
| Trophée Vézina    | Lorne Chabot     | Black Hawks de Chicago |

| Trophée                  | Équipe                 |
| ------------------------ | ---------------------- |
| Trophée Prince de Galles | Bruins de Boston       |
| Trophée O'Brien          | Maple Leafs de Toronto |
| Coupe Stanley            | Maroons de Montréal    |

### Équipes d'étoiles
| Position       | Première équipe  | Première équipe        | Deuxième équipe | Deuxième équipe        |
| Position       | Joueur           | Équipe                 | Joueur          | Équipe                 |
| -------------- | ---------------- | ---------------------- | --------------- | ---------------------- |
| Gardien de but | Lorne Chabot     | Black Hawks de Chicago | Tiny Thompson   | Bruins de Boston       |
| Défenseur      | Earl Seibert     | Rangers de New York    | Art Coulter     | Black Hawks de Chicago |
| Défenseur      | Eddie Shore      | Bruins de Boston       | Cy Wentworth    | Maroons de Montréal    |
| Ailier gauche  | Busher Jackson   | Maple Leafs de Toronto | Aurèle Joliat   | Canadiens de Montréal  |
| Centre         | Frank Boucher    | Rangers de New York    | Cooney Weiland  | Red Wings de Détroit   |
| Ailier droit   | Charlie Conacher | Maple Leafs de Toronto | Dit Clapper     | Bruins de Boston       |